# Olvera
Olvera – miasto na południu Hiszpanii w Andaluzji w prowincji Kadyks, na granicy prowincji Kadyks i Malaga. W okolicach miasta znajduje się jedna z największych na świecie plantacji oliwek. Ze względu na bliskość Costa del Sol bardzo rozwinięta jest turystyka.

## Atrakcje turystyczne
- Kościół Nuestra Señora de la Encarnación
- Pozostałości zamku za czasów panowania arabskiego na Płw. Iberyjskim
- Plaza de Andalucía – Plac Andaluzyjski

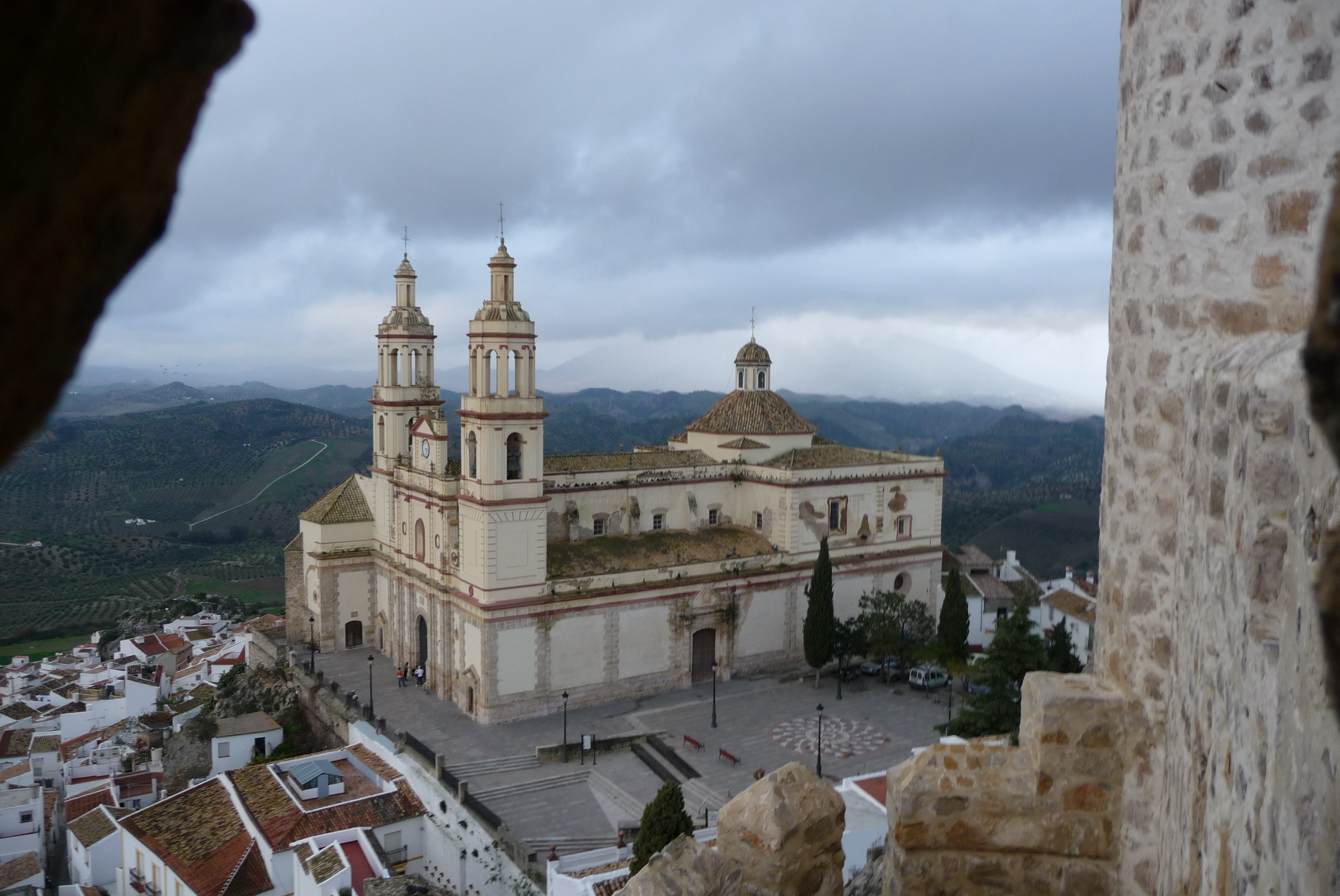
Widok na Iglesia de Nuestra Señora de la Encarnación z zamkowej wieży

- Castillo de Carastas